# Bukovje Bistransko
 Bukovje Bistransko  falu Horvátországban Zágráb megyében. Közigazgatásilag Bistra községhez tartozik, annak központi települése.

## Fekvése
Zágrábtól 13 km-re északnyugatra, községközpontjától 1 km-re délre a Korpona folyó és a Medvednica-hegység közötti dombos vidéken fekszik.

## Története
A falunak 1857-ben 206, 1910-ben 374 lakosa volt. Trianon előtt Zágráb vármegye Zágrábi járásához tartozott. 2011-ben 395 lakosa volt.

## Lakosság
| Lakosság változása | Lakosság változása | Lakosság változása | Lakosság változása | Lakosság változása | Lakosság változása | Lakosság változása | Lakosság változása | Lakosság változása | Lakosság változása | Lakosság változása | Lakosság változása | Lakosság változása | Lakosság változása | Lakosság változása | Lakosság változása |
| ------------------ | ------------------ | ------------------ | ------------------ | ------------------ | ------------------ | ------------------ | ------------------ | ------------------ | ------------------ | ------------------ | ------------------ | ------------------ | ------------------ | ------------------ | ------------------ |
| 1857               | 1869               | 1880               | 1890               | 1900               | 1910               | 1921               | 1931               | 1948               | 1953               | 1961               | 1971               | 1981               | 1991               | 2001               | 2011               |
| 206                | 244                | 266                | 333                | 369                | 374                | 365                | 410                | 426                | 377                | 376                | 388                | 375                | 384                | 382                | 395                |

## Külső hivatkozások
- Bistra község hivatalos oldala
- A község információs portálja